# Oro micidiale
Oro micidiale (The Strength of Men) è un cortometraggio muto del 1913 diretto da Ralph Ince, tratto da una storia di James Oliver Curwood.

## Produzione
Il film fu  prodotto dalla  Vitagraph Company of America

## Distribuzione
Distribuito dalla General Film Company, il film - un cortometraggio in due bobine - uscì in sala il 19 marzo 1913. In Italia, con il visto di censura 4673 dell'ottobre 1914, fu distribuito dalla Scalzaferri.